# Matt LeBlanc
Matthew Steven LeBlanc (Newton, 25 de juliol de 1967), més conegut com a Matt LeBlanc i conegut al seu barri com a "cosí", és un actor estatunidenc. Famós pel seu paper de Joey Tribbiani a la comèdia Friends (1994-2004).

## Biografia
Matt LeBlanc va néixer el 25 de juliol de 1967 a Newton, Massachusetts. Té sang italiana, francesa, irlandesa, anglesa i danesa. De petit no pensava pas ser actor. Després de tenir la primera moto als 8 anys l'any 1975, LeBlanc va començar a participar en algunes competicions amateurs amb l'esperança de córrer professionalment. Aviat va córrer a curses d'obstacles, però la seva mare va insistir que trobés una altra sortida al seu talent i, finalment, ho va deixar.
Es va preparar per treballar en el món de la fusteria i després de graduar-se a l'institut se'n va anar Nova York. LeBlanc sabia que per fer una carrera com a actor de cinema i televisió li calien estudis i experiència sobre l'escenari, així que es va posar sota la tutela de Flo Greenberg, i va obtenir papers a produccions teatrals com "Private Wars", "Out of Gas On Lover's Leap" i "A Streetcar Named Desire". Aviat, el 1987, va saltar a la TV on va protagonitzar diversos anuncis per a productes com els Levi's 501, Coca-Cola, Doritos i Milky Way. El mateix any va rebre un Lleó d'Or al Festival de Cinema de Cannes per un anunci de quètxup Heinz en què apareixia.
L'any 1988, va començar formalment la seva carrera com a actor i durant un any va fer un paper protagonista a la sèrie "TV 101" i es va traslladar a Los Angeles, on va aparèixer a alguns espectacles("Red Shoe Diaries" i "Top of the Heap") abans de debutar al cinema amb "Lookin' Italian" amb Alanis Morissette (cal destacar que també va aparèixer als vídeos "Walk Away" i "Plastic" de Morissette), i aquesta actuació li va obrir la porta per interpretar en Joey Tribbiani a Friends, personatge gràcies al qual va guanyar un premi Emmy. A més, Matt LeBlanc va aparèixer a un episodi "Married... with Children" com a amic fugaç de Kelly Bundy (Christina Applegate) on apareix vestit de motociclista, típic noviet de la noia rossa d'aquesta sèrie. Va aparèixer un altre cop en un capítol especial en què Al visita un vell amic que viu amb el seu fill (paper que interpretava LeBlanc) a Nova York; a qui Al i el seu amic, en reconèixer l'atractiu del noi, miren de promoure com a model en una festa de societat; després a la segona seqüela d'aquesta aventura l'amic i el seu fill retornen la visita a Al, on coneix a Kelly.
Després de Friends, amb un capítol rodat en absolut secret i que va obtenir un rècord d'audiència als Estats Units, Matt va continuar interpretant el seu personatge al “spin off” que duia el mateix nom que el seu personatge: Joey, sèrie centrada en el seu personatge després de deixar els seus 5 amics a Nova York i marxar a Los Angeles per provar fortuna com a actor a Hollywood.
Ha estat seleccionat sovint per fer papers d'italoamericà. Durant els anteriors 10 anys va conrear la seva passió per la fotografia de paisatge i, arran d'això, va viatjar a llocs d'arreu del món.

### Actualitat
Gener de 2010 - Després de diversos anys sense saber-ne res, Matt LeBlanc ha retornat a la vida pública. Primer en un anunci d'una nova sèrie en què s'interpretarà ell mateix (Episodes), i després s'ha deixat veure pels objectius dels fotògrafs.

## Filmografia

### Cinema
| Any  | Títol                           | Paper               | Notes |
| ---- | ------------------------------- | ------------------- | ----- |
| 1993 | Ghost Brigade                   | Terhune             |       |
| 1994 | Lookin' Italian                 | Anthony Manetti     |       |
| 1996 | Ed                              | Jack 'Deuce' Cooper |       |
| 1998 | Perduts en l'espai              | Major Don West      |       |
| 2000 | Els àngels de Charlie           | Jason Gibbons       |       |
| 2001 | All the Queen's Men             | O'Rourke            |       |
| 2003 | Els àngels de Charlie: Al límit | Jason Gibbons       |       |
| 2014 | Lovesick                        | Charlie Darby       |       |

### Televisió
| Any          | Títol                    | Paper             | Notes                                       |
| ------------ | ------------------------ | ----------------- | ------------------------------------------- |
| 1987         | Doll Day Afternoon       | GI Joe            | curt televisió                              |
| 1988–1989    | TV 101                   | Chuck Bender      | 13 episodis                                 |
| 1989         | Just the Ten of Us       | Todd Murphy       | 2 episodis                                  |
| 1990         | Anything to Survive      | Billy Barton      | Telefilm; als crèdits com a Matthew LeBlanc |
| 1990         | Monsters                 | Tommy             | Episodi: "A Shave and a Haircut, Two Bites" |
| 1991         | Married... with Children | Vinnie Verducci   | 3 episodis                                  |
| 1991         | Top of the Heap          | Vinnie Verducci   | 7 episodis                                  |
| 1991         | Vinnie & Bobby           | Vinnie Verducci   | 7 episodis                                  |
| 1991         | Red Shoe Diaries         | Germà de Tom      | 2 episodis                                  |
| 1993         | Class of '96             | Frank Goodman     | Episodi: "Bright Smoke, Cold Fire"          |
| 1993, 1997   | Red Shoe Diaries         | Kyle / Jed        | 2 episodis                                  |
| 1994         | Reform School Girl       | Vince             | Telefilm                                    |
| 1994–2004    | Friends                  | Joey Tribbiani    | 236 episodis                                |
| 2004–2006    | Joey                     | Joey Tribbiani    | 46 episodis                                 |
| 2011–2017    | Episodes                 | Matt LeBlanc      | 41 episodis                                 |
| 2013         | Web Therapy              | Nick Jericho      | 5 episodis                                  |
| 2016–present | Top Gear                 | Ell mateix (host) | 19 episodis                                 |
| 2016–present | Man with a Plan          | Adam Burns        | 22 episodis                                 |